# Vlasta Oktábcová
Vlasta Oktábcová, rozená Černá (20. března 1913 Nebužely – 24. říjen 1942 Mauthausen), byla manželkou Antonína Oktábce, oba byli usmrceni v Mauthausenu za svou účast v odboji a za podporu parašutistů, kteří v období druhé světové války provedli atentát na Heydricha.

## Život
Vlasta porodila syna Jana 19. června 1942. Antonín byl zatčen 14. července 1942. Vlasta byla zatčena 31. srpna 1942 ve Staré Huti, předtím se skrývala v Nebuželích u Mělníka, odkud pocházela. Po věznění v pankrácké věznici, v Terezíně a v Mauthausenu byla na posledním jmenovaném místě 24. října 1942 usmrcena ranou do týla.

## Osud syna Jana
Syn Jan měl po otci blond vlasy a modré oči, byl tedy určen pro převýchovu do Německa. Příbuzným se prostřednictvím českého personálu podařilo Jana udržet až do konce války v Praze. Podle výpovědi Josefa Oktábce ho před odvozem do Německa zachránila spřízněná zdravotní sestra aplikací jakési injekce, která evokovala špatný zdravotní stav dítěte. V roce 1945 byl v útulku v Krči a mluvil jen německy. Jeho výchova byla svěřena rodině jeho strýce Josefa Oktábce, Antonínova bratra (narozen 23. února 1903). Jan se vyučil elektromechanikem a na vojenskou službu nastoupil do slovenského města Pezinok. Na Slovensku se oženil. Po rozvodu žil sám v bytě v Bratislavě. Spáchal sebevraždu 27. června 1987 poté, co mu jeho bývalá manželka zničila vzpomínku na rodiče, panenku, kterou mu jeho matka vyrobila v Terezíně. Strýc Josef ho přežil o devět měsíců.

## Připomínky
- Jméno Vlasty Oktábcové a jejího manžela (Oktábcová Vlasta roz. Černá *20. 3. 1913, Oktábec Antonín *29. 9. 1904) jsou uvedena na pomníku spolupracovníků parašutistů a jejich rodinných příslušníků, kteří byli popraveni v německém koncentračním táboře Mauthausenu. V lednu 2011 byl slavnostně odhalen na terase kostela sv. Cyrila a Metoděje v Resslově ulici v Praze.[2]
- Na domě v ulici Sovova 503/3, 186 00 Praha 8 - Karlín, kde Oktábcovi bydleli, byla umístěna pamětní deska.[3][4]
- V pražských Vysočanech vznikla při příležitosti výstavby nové čtvrti Emila Kolbena ulice s názvem Oktábcových.[5]
- Na hřbitově v Nebuželích je na hrobu rodiny Vlasty Oktábcové nápis: "TICHOU VZPOMÍNKU VLASTIČCE A TONÍKOVI TRAG. ZAH. MAUTHAUSENU".[6]
- Na pomníku obětem první a druhé světové války u obecního úřadu v Nebuželích je uvedeno jméno VL. OKTÁBCOVÁ-ČERNÁ.[7]
- Na pomníku obětem druhé světové války v parku na Mírovém náměstí v Dobříši jsou uvedena jména Vlasty a Antonína Oktábcových.[8]

## Galerie

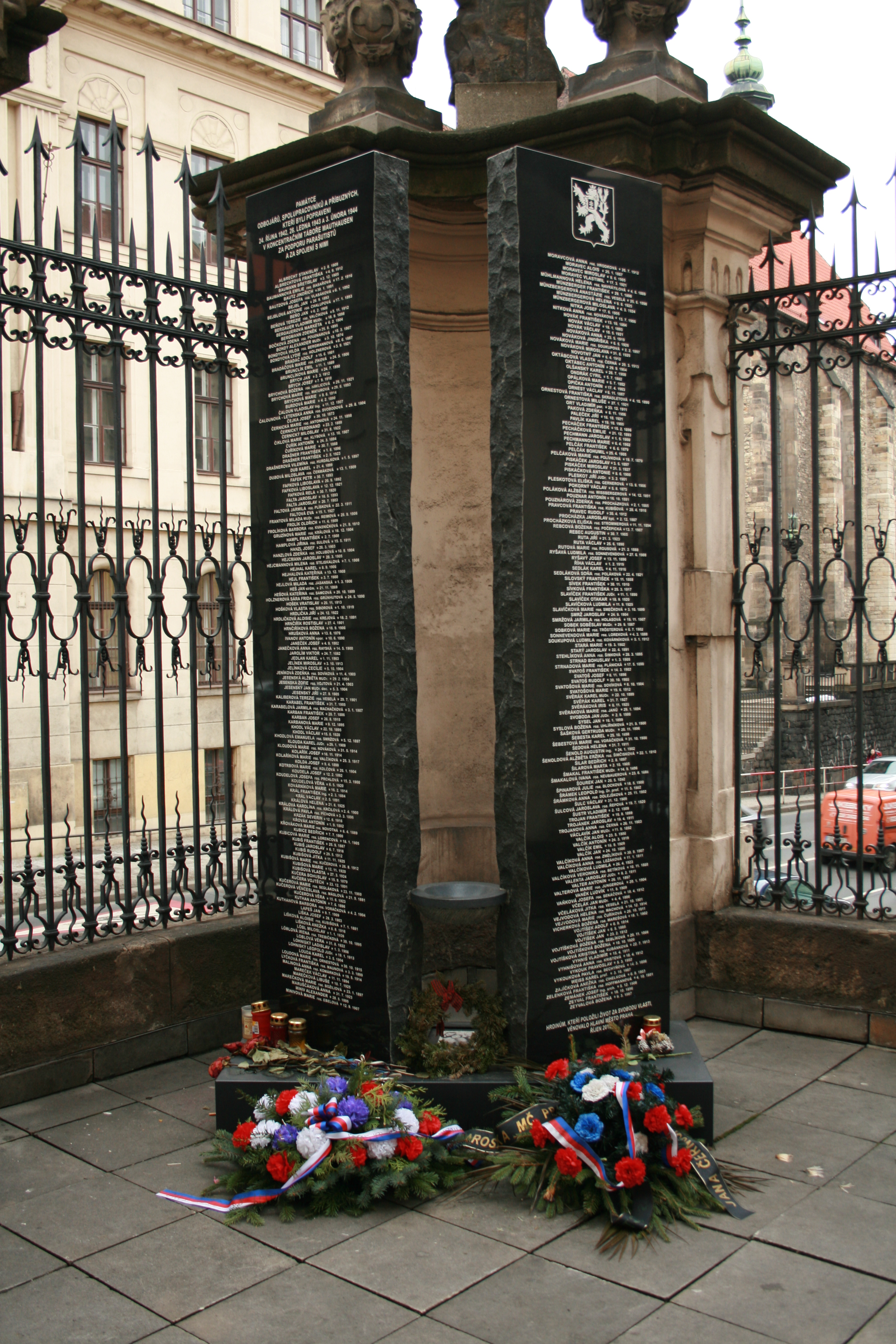
Pomník spolupracovníků parašutistů a jejich rodinných příslušníků na terase kostela sv. Cyrila a Metoděje v Resslově ulici v Praze
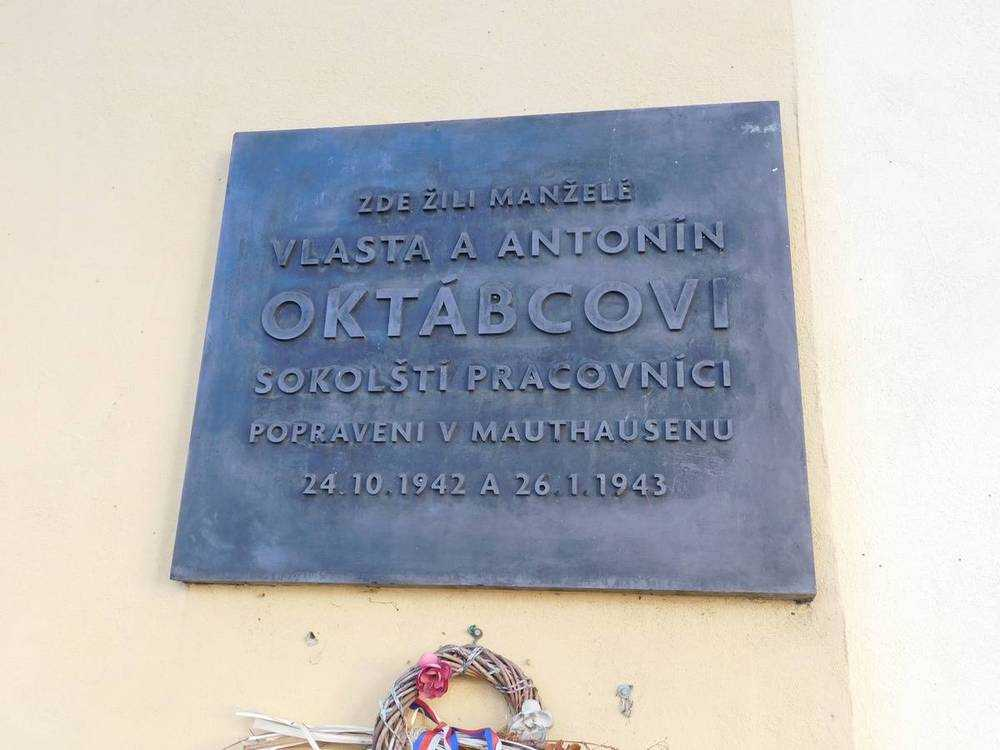
Pamětní deska manželů Oktábcových v Sovově ulici v Praze Karlíně
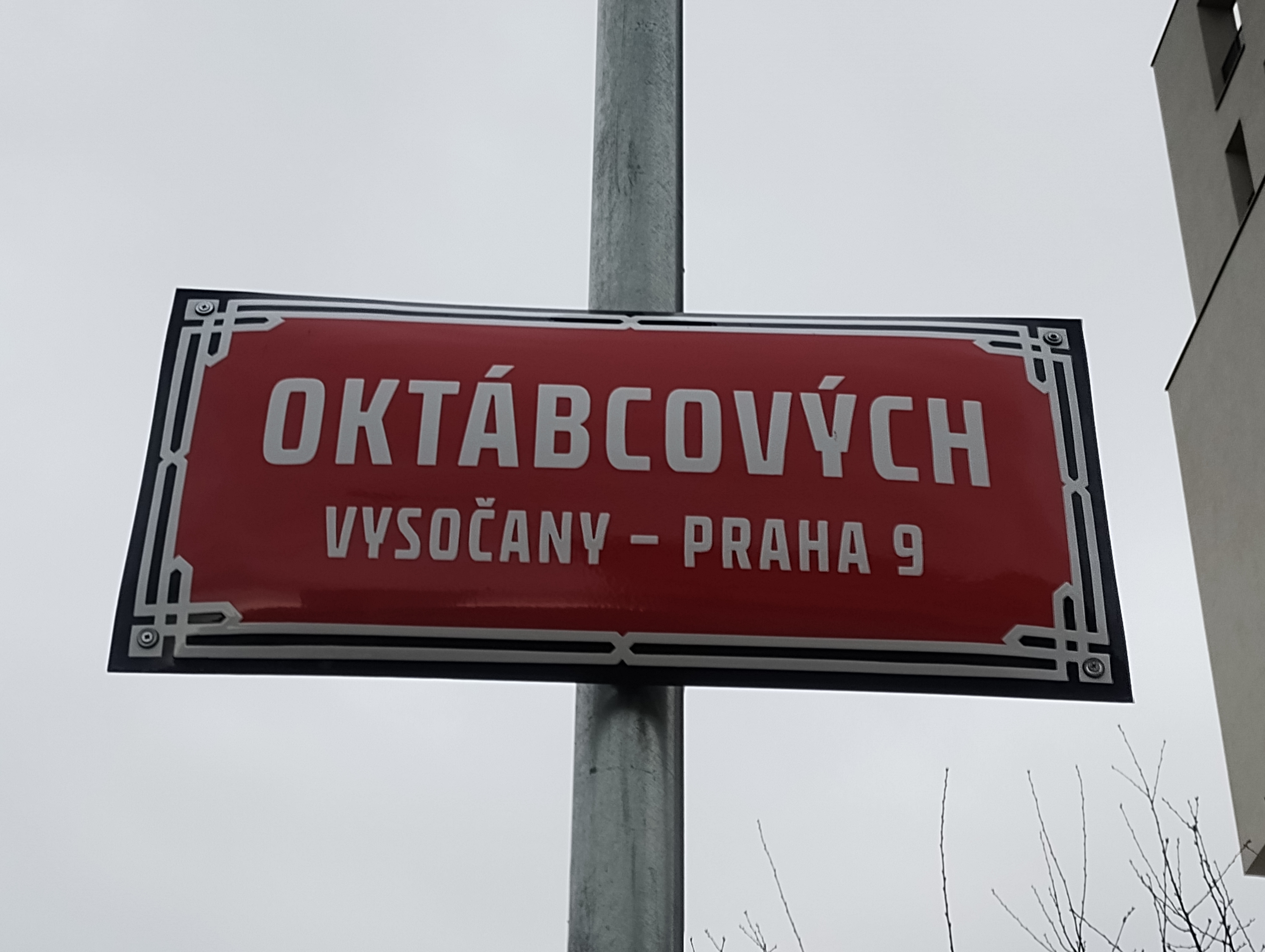
Ulice Oktábcových v pražských Vysočanech
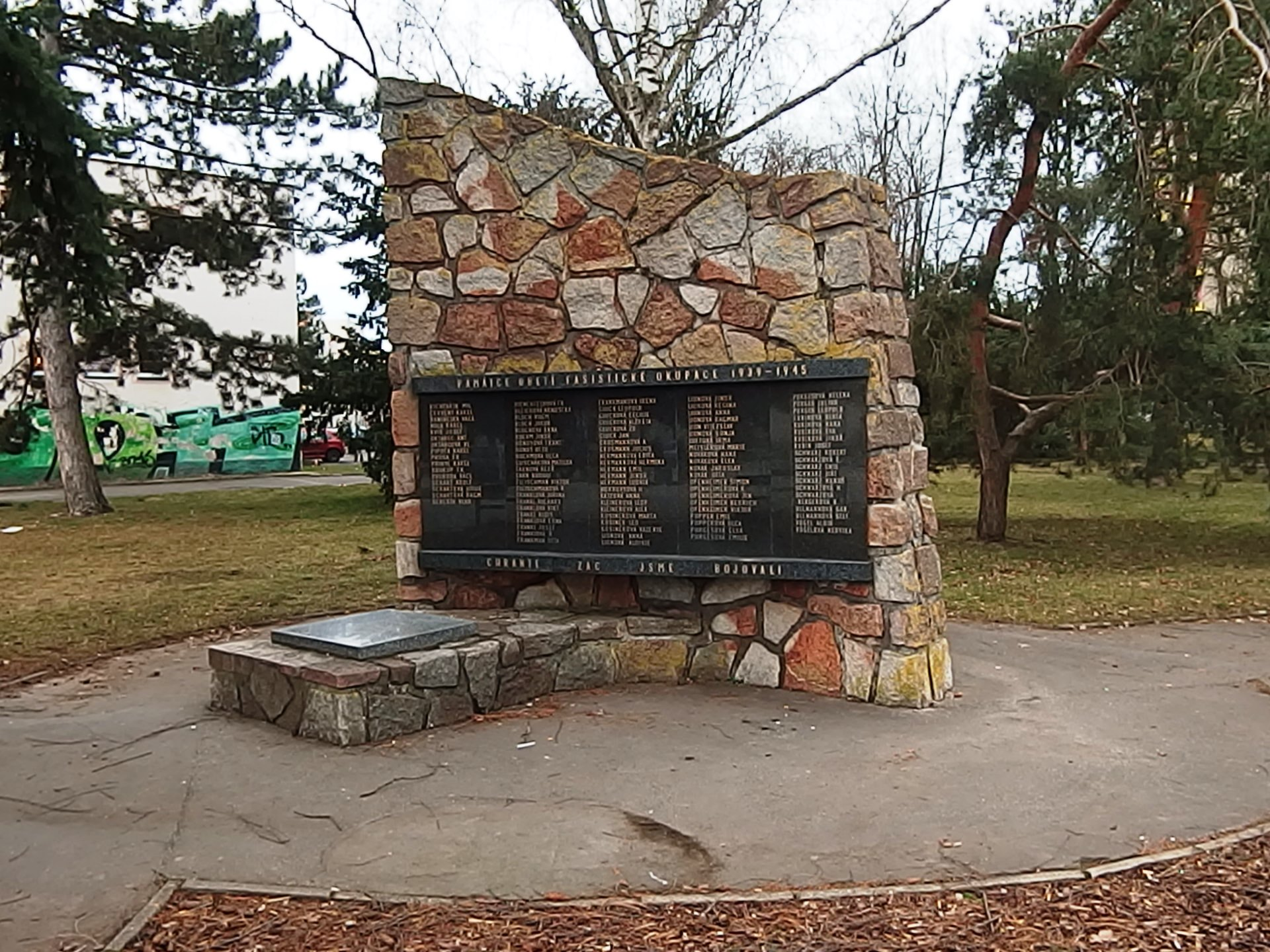
Pomník obětem druhé světové války v Dobříši
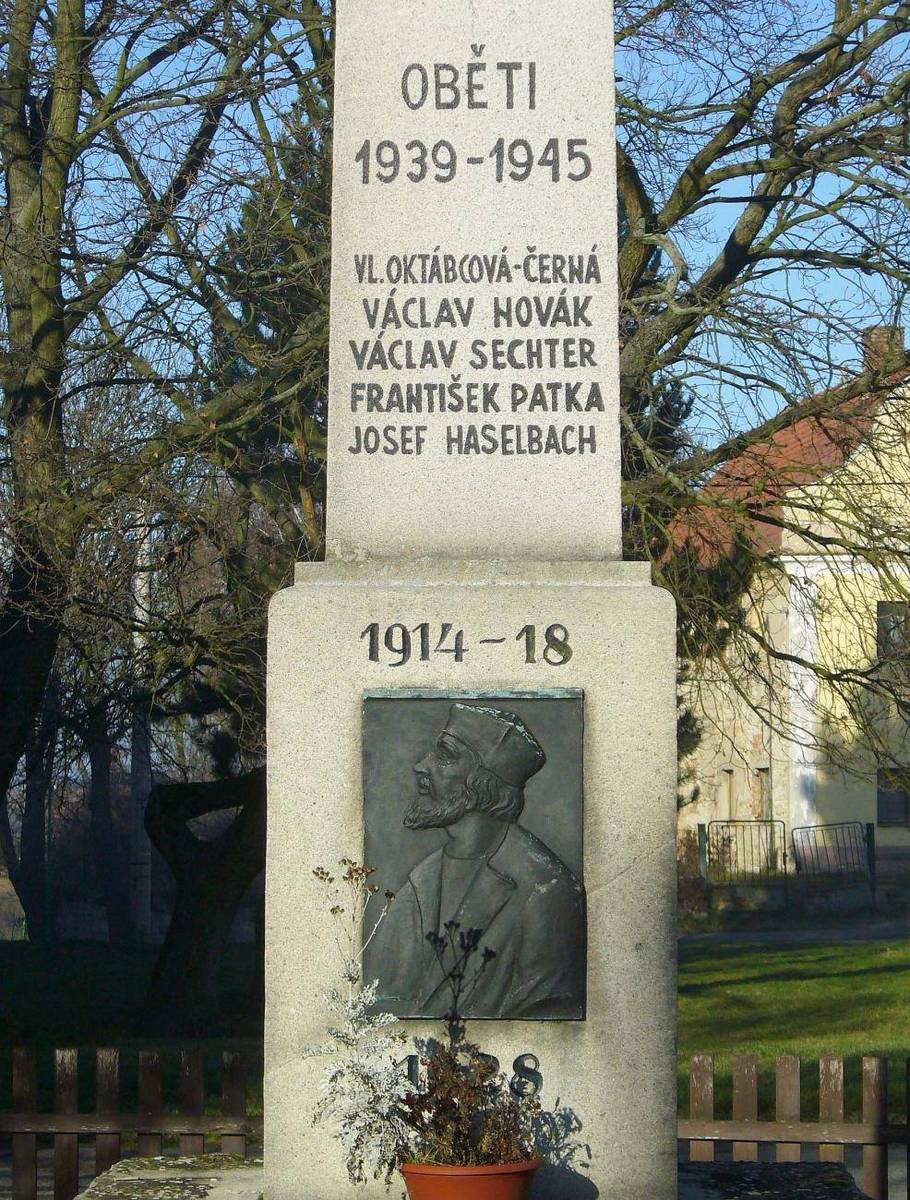
Pomnik obětem první a druhé světové války v Nebuželích se jménem Vlasty Oktábcové